# Francisco Sainz Pinto

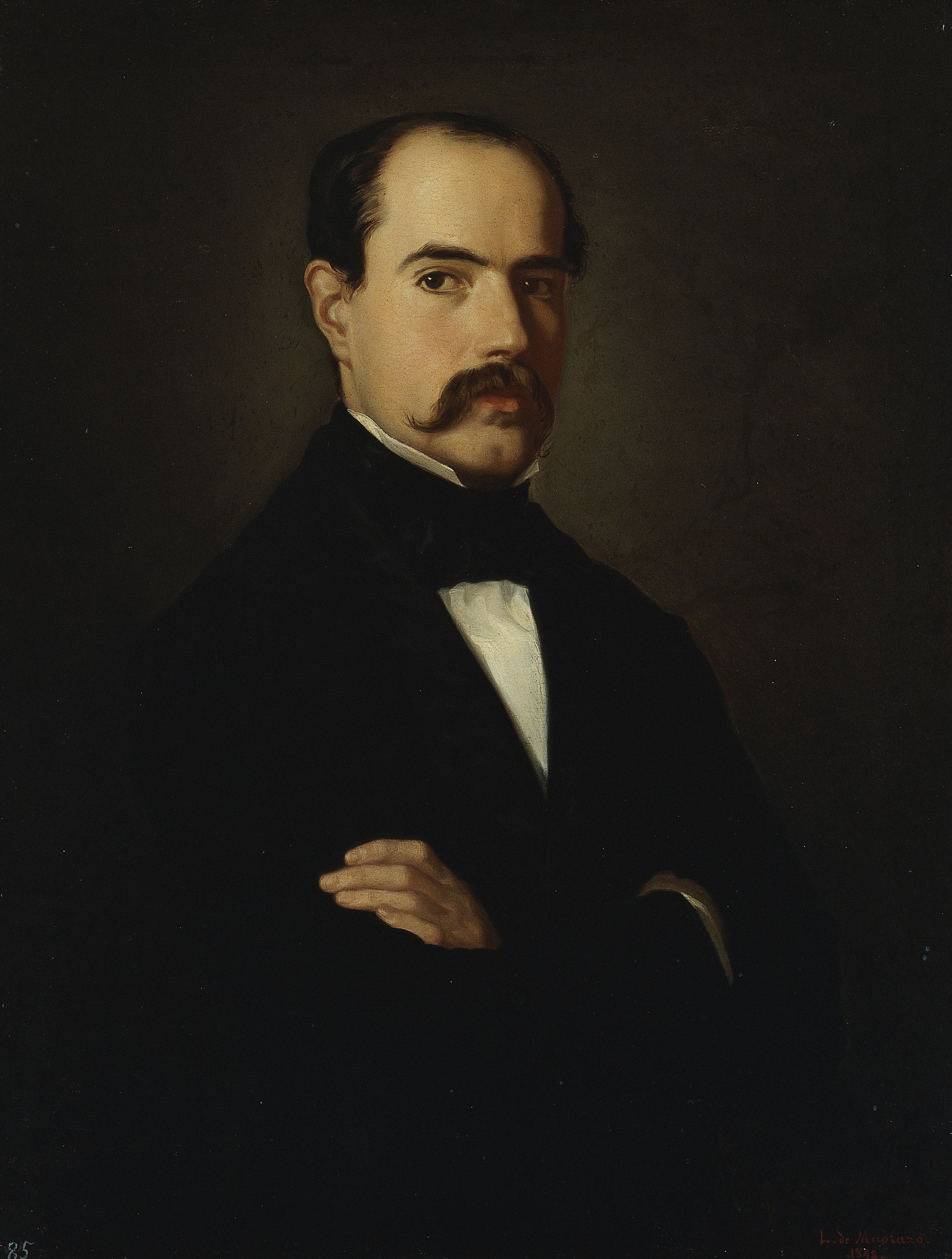
Francisco Sáinz y Pinto, por Luis de Madrazo (1848).

Francisco Sainz y Pinto (Lanestosa, 1823 – Roma, 12 giugno 1853) è stato un pittore spagnolo di origini basche, giovane promessa della pittura figurativa spagnola della prima metà del XIX secolo, morto a trent'anni.

## Biografia
Francisco Sainz y Pinto nacque a Lanestosa nella provincia di Biscaglia.
Ancor adolescente andò a studiare alla Real Academia de Bellas Artes de San Fernando di Madrid sotto la guida di José de Madrazo.
Per mantenersi collaborava come illustratore per diversi periodici madrileni.
Nel 1848 partecipò al concorso per l'assegnazione di una borsa di studio per completare a Roma la sua formazione artistica, borsa che fu vinta da Luis de Madrazo e da Bernardino Montagnes Perez mentre a lui, per l'eccezionalità dell'opera presentata, fu assegnata una borsa di studio straordinaria che gli permise di recarsi a Roma con i suoi due compagni di studi.
Molto probabilmente risale a questo periodo il suo ritratto dipinto da Luis de Madrazo, oggi conservato presso la Real Academia de la Historia di Madrid.
La morte lo colse il 12 giugno 1853 durante l'ultimo anno di corso all'Accademia di San Luca impedendogli di continuare il suo promettente percorso artistico a Parigi con i suoi due compatrioti e amici.

## Opere
Del periodo precedente al viaggio di studio in Italia restano diversi quadretti di genere che illustrano aspetti della vita popolare spagnola, mentre del suo soggiorno a Roma restano i guazzi e i pastelli, dello stesso genere ma ambientati in Italia, che il pittore inviava alla Real Academia de Bellas Artes de San Fernando per l'esposizione annuale dei lavori degli allievi in trasferta di studio in Italia.
Oltre alla tela Tobia devolviendo la vista a su padre con cui ottenne la borsa di studio straordinaria dipinse la tela Enrico II, oggi al Museo del Prado,  per la serie dei re medievali ordinata dalla regina Isabella II.